# Alessandria–Piacenza-vasútvonal
Az Alessandria–Piacenza-vasútvonal (olaszul: Ferrovia Alessandria-Piacenza) egy fontos vasúti fővonal Észak-Olaszországban Emilia-Romagna, Lombardia és Piemont régiókban Alessandria és Piacenza között. A vasútvonal 1435 mm nyomtávolságú, kétvágányú, 96 km hosszúságú, 3000 V egyenárammal villamosított. Üzemeltetője az RFI.

## Története
A vasútépítési munkálatok 1856. január 16-án kezdődtek: a kezdeti projekt az Alessandria és Stradella közötti szakaszra, valamint a Tortona és Novi Ligure közötti elágazásra terjedt ki. 1858 júniusában a kamara rendeletet hagyott jóvá a Facilitazione per l'unione della Società della ferrovia da Alessandria e Novi a Stradella con quella di Piacenza (Az Alessandria és Novi és Stradella közötti vasúttársaságnak a piacenzai vasúttársasággal való egyesítésének megkönnyítése) néven. 1859-ben a Pármai Hercegség és Piacenza területét az 1860. március 12-i népszavazás eredményeként a Közép-olaszországi Egyesült Tartományokba csatolták, majd a Szardíniai Királysághoz csatolták. Az annexiót követően a vasútvonalat Piacenzáig meghosszabbították.
| Megnyitott szakasz             | Időpont             |
| ------------------------------ | ------------------- |
| Alessandria-Casteggio          | 1858. január 25.    |
| Casteggio-Stradella            | 1858. július 22.    |
| Stradella-Castel San Giovanni  | 1859. szeptember 5. |
| Castel San Giovanni-San Nicolò | 1859. október 20.   |
| San Nicolò-ponte Trebbia       | 1859. november 20.  |
| ponte Trebbia-Piacenza         | 1860. január 19.    |

Az első, Alessandria és Casteggio közötti szakaszt 1858. január 25-én adták át. A Stradelláig tartó szakaszt a következő év júliusában nyitották meg, míg a vonal piacenzai szakaszait 1859 és 1860 között nyitották meg, az utolsót, a Trebbia folyó hídja és Piacenza között, 1860. január 19-én adták át a forgalomnak.
1905. július 1-jétől az 1905. április 22-i 137. számú törvény értelmében a vasútvonal üzemeltetését az olasz állam vette át az újonnan létrehozott Azienda autonoma per l'esercizio delle Ferrovie Italiane (Ferrovie dello Stato) révén, a Közmunkaügyi Minisztérium felügyelete alatt.
1962. május 31-én éjjel Vogherában baleset történt, amikor egy Milánóból érkező tehervonat a 3-as peronon álló, Genova felé induló személyvonat végének ütközött. A balesetben 64 ember vesztette életét, 40-en súlyosan megsérültek, közülük 4 később a kórházban meghalt, így a halálos áldozatok száma 64-re emelkedett.